# Parque Amate
El parque Amate es un parque urbano situado en el distrito Cerro-Amate, al este de Sevilla (Andalucía, España). Se ubica entre las barriadas de Santa Aurelia, Rochelambert, Juan XXIII y Amate.

## Historia
El parque estaba previsto en el Plan General de Ordenación Urbana de 1962, sin embargo, hubo algunas dificultades a la hora de construirlo. Hasta 1974 el parque no tuvo una dotación presupuestaria para su realización y pudo comenzar a realizarse la primera fase del proyecto. En el resto no se pudo actuar por la existencia en la zona de un canódromo construido sin licencia municipal y de una urbanización ilegal que ha pervivido hasta la actualidad. Además hubo que expropiar una serie de huertas que había en la zona y limpiar otra área del futuro parque que había sido usada como almacén de residuos, lo que supuso un sobrecoste al proyecto. El cerramiento de la zona se produjo entre 1979 y 1980 y las primeras plantaciones no se realizaron hasta 1981. La expropiación del canódromo tuvo lugar en 1982. Las plantaciones continuaron y el parque quedó inaugurado en 1987.
En 1983 comienza su andadura en la zona la escuela taurina Sevilla-Amate. Esta escuela contó con un ruedo de madera que se desmanteló en diciembre de 2012. Hoy subsiste sin esa infraestructura.
En el parque hay dos fuentes monumentales proyectadas por Manuel Salado en 1988. El estilo de estas fuentes es muy lineal y geométrico, con influencias de la Secesión de Viena, neoplasticistas y postindustrialistas de la época.

## Características
Hay dos colegios que están construidos en el parque. Al norte está el colegio Jorge Juan y Antonio Ulloa, que da a la calle Amor, y al sur está el colegio Pablo VI, que da a la avenida de la Revoltosa.
El parque tiene una superficie total de 316.800 metros cuadrados. Está estructurado en torno a un gran eje central donde se van situando una plaza seminircular, un estanque y una fuente de cemento de estilo moderno.
Del eje central parten numerosos caminos que van formando una red de caminos de albero, que atraviesan las casi 32 hectáreas del parque. Las dobles alineaciones de árboles dispuestas en la avenida principal a modo de bóveda y las amplias praderas del parque permiten pasear por el mismo.

### Variedad botánica
Entre las especies presentes en el parque Amate, destacan las siguientes:
- Acacia dealbata o mimosa
- Acacia melanoxylon o acacia australiana
- Acer negundo o arce
- Bougainvillea spectabilis o buganvilla
- Brachychiton acerifolius o braquiquito
- Casuarina equisetifolia o casuarina
- Cercis siliquastrum o árbol de amor
- Cinnamomum verum o cinamomo
- Citrus aurantium var. amara o naranjo amargo
- Cupressus sempervirens o ciprés común
- Dracaena draco o drago
- Euonymus europaeus o bonetero
- Ficus baileyana o ficus
- Jacaranda mimosifolia o jacaranda
- Koelreuteria paniculata o jabonero de la China
- Lagunaria patersonia o árbol pica-pica
- Lantana camara o Lantana
- Ligustrum vulgare o aligustre
- Magnolia grandiflora o magnolio
- Malus floribunda o manzano de flor
- Melia azedarach o paraíso
- Morus alba o morera
- Nerium oleander o adelfa
- Olea europaea u olivo
- Parkinsonia aculeata o parquinsonia
- Phoenix canariensis o palmera canaria
- Phoenix dactylifera o palmera datilera
- Pittosporum tobira o pitosporo
- Platanus × hispanica o plátano de sombra
- Populus alba o álamo blanco
- Phytolacca dioica u ombú
- Prunus cerasifera o ciruelo japonés
- Robinia pseudoacacia o acacia blanca
- Quercus ilex o encina
- Schinus molle o falso pimentero
- Strelitzia reginae o ave del paraíso
- Tamarix africana o taraje
- Tipuana tipu o tipuana
- Ulmus u olmo
- Vitex agnus-castus o sauzgatillo
- Washingtonia filifera o washingtonia de tronco grueso

### Deportes
El parque cuenta con un polideportivo municipal junto a colegio Pablo VI, y con aparatos de gimnasia repartidos en diversas zonas.

## Comunicaciones
Se puede llegar mediante los siguientes transportes:
- Líneas TUSSAM: 5 24 25 52
- Metro de Sevilla: 1.º de Mayo / Amate
- Carril-bici